# Клатрин
Клатрин (англ. clathrin) — внутриклеточный белок, основной компонент оболочки окаймлённых пузырьков, образующихся при рецепторном эндоцитозе.

## История
Клатрин был впервые описан в 1975 году британским биологом Барбарой Пирс.

## Структура

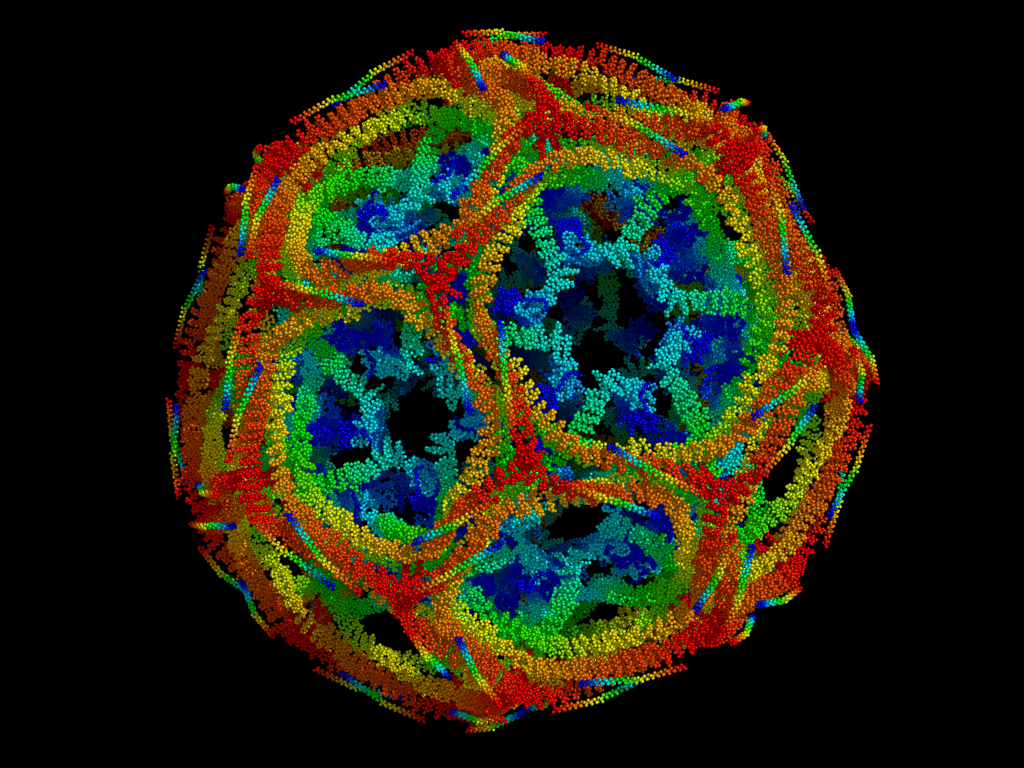
Структура клатриновой оболочки.

Три молекулы клатрина ассоциированы друг с другом на C-терминальном конце таким образом, что тример клатрина имеет форму трискелиона. В результате полимеризации клатрин формирует замкнутую трёхмерную сеть, напоминающую футбольный мяч (полигедральная латексная структура). Размер клатриновых везикул — около 100 нм.

## Функция
С помощью адапторных белков, таких как AP180 и адаптин, клатрин рекрутируется к определённому участку клеточной мембраны. Этот адапторный белок также способствует полимеризации клатрина и образованию сетки на клеточной мембране. Другой адапторный белок эпсин также рекрутирует клатрин к мембране и способствует его полимеризации. В этом случае полимеризация клатрина сильно деформирует клеточную мембрану так, что образуется полусферическая почкообразная структура, обращённая внутрь клетки. После образования везикулы и отрыва везикулы от мембраны (под действием ГТФазы динамина) клатриновая оболочка быстро диссоциирует и клатрин может повторно использоваться для эндоцитоза. Этот процесс как правило длится около 1 минуты. Транспортная везикула сливается с внутриклеточными эндосомами и доставляет внутренний материал в клетку. Процесс стимулируется в результате взаимодействия лиганда со специфическим рецептором.